# Iryna Vilde
Daryna Polotniouk, (en ukrainien : Дарина Полотнюк), née Makohon (ukrainien : Макогон) le 5 mai 1907 à Czernowitz  en Bucovine dans l'Autriche-Hongrie et morte le 30 octobre 1982 à Lviv, mieux connue sous son nom de plume Iryna Vilde (Ірина Вільде), est une écrivaine, novelliste et critique littéraire ukrainienne. Les œuvres de Iryna Vilde sont désormais considérées comme des classiques de la littérature ukrainienne.

## Biographie
Iryna Vilde est né à Tchernivtsi, en Autriche-Hongrie. Son père était Dmytro Makohon, instituteur et écrivain, sa mère, Adolphina Janiszewska, était enseignante. Iryna Vilde s'est mariée à Yevhen Polotniouk qui en 1943 a été exécuté par la Gestapo. Avec Polotniouk, elle a eu deux enfants.
En 1927, elle est scolarisée dans une école de Ivano-Frankivsk, mais en 1930, elle est expulsée de l'école dans le cadre de l'opération punitive polonaise anti-ukrainienne. Elle est néanmoins diplômée en 1932 de l'Université de Jean II Casimir à Lwow (aujourd'hui Université de Lviv). Peu de temps après l'obtention de son diplôme, en raison de privations matérielles, elle a été forcée de trouver un emploi dans le magazine Zhinocha dolia (Le destin des femmes) à Kolomya, où elle a travaillé jusqu'en 1939.
De 1930 à 1939, elle publie un certain nombre de nouvelles et de romans sur la vie de l'intelligentsia ukrainienne occidentale, de la petite bourgeoisie et des étudiants. La première nouvelle de la jeune écrivaine Povist zyttia (Histoire de vie) est parue en 1930. En 1935, elle publie le roman Metelyky na shpyl'kakh (Papillons épinglés) sous le pseudonyme « Iryna Vilde ».
Pendant la période de la Seconde Guerre mondiale, et après l'unification de l'Ukraine occidentale avec la République socialiste soviétique d'Ukraine, elle a continué à décrire les thèmes familiers de la famille dans la société bourgeoise. Ses œuvres contiennent un grand nombre de personnages, protagonistes de toutes les sphères publiques de Galicie, le clergé, les employés, les ouvriers, la paysannerie, la petite bourgeoisie, ainsi que des informations sur les activités de divers partis et organisations publiques, la politique de l'administration polonaise, l'économie, l'éducation et la culture. Parmi eux figurent l'anthologie des nouvelles Khymerne sertse (Le Cœur chimérique, 1936), les romans Metelyky na shpyl'kakh (Papillons sur les épingles, 1936) et l'histoire Povnolitni dity (Les Enfants adultes, 1939) roman influencé par ses lectures de la série des Claudine de l'écrivaine Colette. Après la publication de sa nouvelle B'ie vos'ma (Huit heures sonnent, 1936), elle se voit considérée comme le chantre par excellence de l'âme féminine dans la littérature ukrainienne

## Œuvres
Ses œuvres d'après-guerre incluent : 
- Nashi bat'ky roziishlysia (Nos parents se sont séparés, 1946),
- Iii portret (Son portrait 1948),
- Stezhynamy zhyttia (Le long des chemins de la vie, 1949),
- Ti z Kowalskoi (Ceux de Kowalska, 1947),
- Iabluni zatsvily vdruhe (Les pommiers ont refleuri, 1949),
- Povisti ta opovidannia (Contes et histoires 1949),
- Zhyttia til'ky pochynaiet'sia (La vie ne fait que commencer, 1961),
- Troiandy i ternia (Roses et épines, 1961 ), le roman Sestry Richynski (Les sœurs Richynski , 2 vols, 1958, 1964). Les sœurs Richynsky est l'œuvre la plus célèbre de l'écrivain.

Elle était membre de l'Union des écrivains. Iryna Vilde a écrit: "Pour atteindre l'immortalité, une personne doit passer deux examens: un devant ses contemporains, le second devant l'histoire."
Iryna Vilde a été lauréat de prix littéraires nommés d'après Ivan Franko et Taras Shevchenko . En 1965, elle a reçu l'Ordre de l'insigne d'honneur.
Iryna Vilde est décédée des suites d'une longue maladie le 30 octobre 1982 et a été enterrée au Cimetière de Lytchakiv de Lviv.
Elle a été inscrite sur la liste de l'UNESCO des personnes célèbres du XXe siècle.

## Sources
1. ↑  Le Dictionnaire universel des créatrices, collectif, Antoinette Fouque, Mireille Calle-Gruber, Béatrice Didier.]
2. ↑  Biographie de Iryna Vilde Encyclopédie ukrainienne
3. ↑  Bibliographie de Iryna Vilde